# Bristol (circonscription du Parlement européen)
Pour les articles homonymes, voir Bristol.
Bristol était une circonscription du Parlement européen centrée sur Bristol en Angleterre, mais couvrant une grande partie d'Avon. Jusqu'en 1984, il comprenait des parties du sud du Gloucestershire et du nord-ouest du Wiltshire.
Avant l’adoption uniforme de la représentation proportionnelle en 1999, le Royaume-Uni utilisait le système uninominal à un tour pour les élections européennes en Angleterre, en Écosse et au pays de Galles. Les conscriptions du Parlement européen utilisées dans ce système étaient plus petites que les circonscriptions régionales les plus récentes et ne comptaient chacune qu'un seul membre au Parlement européen.

## Limites
Lors de sa création en Angleterre en 1979, il se composait des circonscriptions du Parlement de Westminster de Bristol North East, Bristol North West, Bristol South, Bristol South East, Bristol West, Chippenham, Kingswood et South Gloucestershire. En 1984, il a été redessiné pour se composer de Bath, Bristol East, Bristol North West, Bristol South, Bristol West, Kingswood, Northavon et Wansdyke. En 1994, il se composait de Bristol East, Bristol North West, Bristol South, Bristol West, Kingswood, Northavon et Woodspring.
Le siège est devenu une partie de la circonscription beaucoup plus grande du sud-ouest de l'Angleterre du Sud-Ouest en 1999.

## Membre du Parlement européen
| Élection | Élection | Membre                                               | Parti                                                |
| -------- | -------- | ---------------------------------------------------- | ---------------------------------------------------- |
|          | 1979     | Richard Cottrell                                     | Conservateur                                         |
|          | 1989     | Ian White                                            | Travailliste                                         |
| 1999     | 1999     | circonscription abolie, voir Angleterre du Sud-Ouest | circonscription abolie, voir Angleterre du Sud-Ouest |

## Résultats des élections
Les candidats élus sont indiqués en gras.
| Parti         | Parti                                  | Candidat         | Voix    | %    | ± |
| ------------- | -------------------------------------- | ---------------- | ------- | ---- | - |
|               | Conservateur                           | Richard Cottrell | 100,160 | 54,2 | ' |
|               | Travailliste                           | Doug Naysmith    | 59,443  | 32,1 |   |
|               | Liberal                                | J. P. Heppell    | 25,308  | 13,7 |   |
| Majorité      | Majorité                               | Majorité         | 40,717  | 22,1 |   |
| Participation | Participation                          | Participation    | 184,911 | 35,1 |   |
|               | Conservateur vainqueur (nouveau siège) |                  |         |      |   |

| Parti         | Parti                | Candidat             | Voix    | %    | ±     |
| ------------- | -------------------- | -------------------- | ------- | ---- | ----- |
|               | Conservateur         | Richard Cottrell     | 94,652  | 46,1 | -8.2  |
|               | Travailliste         | Roger Berry          | 77,008  | 37,5 | +5.4  |
|               | Social Démocratique  | P. J. Farley         | 33,698  | 16,4 | +2.7  |
| Majorité      | Majorité             | Majorité             | 17,644  | 8,6  | -13.5 |
| Participation | Participation        | Participation        | 205,438 | 36,0 | +0.9  |
|               | Conservateur retenir | Conservateur retenir | Swing   |      |       |

| Parti         | Parti                                   | Candidat                                | Voix    | %    | ±     |
| ------------- | --------------------------------------- | --------------------------------------- | ------- | ---- | ----- |
|               | Travailliste                            | Ian White                               | 87,753  | 39,5 | +2.0  |
|               | Conservateur                            | Richard Cottrell                        | 77,771  | 35,0 | -11.1 |
|               | Green                                   | Derek Wall                              | 39,436  | 17,7 | New   |
|               | SLD                                     | Charles Boney                           | 16,309  | 7,3  | -9.1  |
|               | Wessex Regionalist                      | Gwendoline McEwen                       | 1,017   | 0,5  | New   |
| Majorité      | Majorité                                | Majorité                                | 9,982   | 4,5  | -4.1  |
| Participation | Participation                           | Participation                           | 222,286 | 39,6 | +3.6  |
|               | Travailliste vainqueur sur Conservateur | Travailliste vainqueur sur Conservateur | Swing   |      |       |

| Parti         | Parti                | Candidat             | Voix    | %    | ±     |
| ------------- | -------------------- | -------------------- | ------- | ---- | ----- |
|               | Travailliste         | Ian White            | 90,790  | 44,1 | +4.6  |
|               | Conservateur         | Comte de Stockton    | 60,835  | 29,6 | -5.4  |
|               | Libéral Démocrate    | J. A. W. Barnard     | 40,394  | 19,6 | +12.3 |
|               | Green                | J. H. Boxall         | 7,163   | 3,5  | -14.2 |
|               | UKIP                 | T. H. Whittingham    | 5,798   | 2,8  | New   |
|               | Natural Law          | Thomas Dyball        | 876     | 0,4  | New   |
| Majorité      | Majorité             | Majorité             | 29,955  | 14,5 | +10.0 |
| Participation | Participation        | Participation        | 205,856 | 40,9 | +1.3  |
|               | Travailliste retenir | Travailliste retenir | Swing   |      |       |